# 971 Alsatia
971 Alsatia là một tiểu hành tinh bay quanh Mặt Trời.